# Khánh Hòa, Yên Khánh
Khánh Hòa là một xã thuộc huyện Yên Khánh, tỉnh Ninh Bình, Việt Nam.

## Địa lý
Xã Khánh Hòa nằm ở tây bắc huyện Yên Khánh, cách trung tâm thành phố Ninh Bình 5 km, có vị trí địa lý:
- Phía đông giáp xã Khánh Phú
- Phía tây và phía bắc giáp thành phố Ninh Bình
- Phía nam giáp xã Khánh An.

Xã Khánh Hòa có diện tích 5,99 km², dân số là 6.895 người, mật độ dân số đạt 1.151 người/km².
Đây cũng là một xã nằm bên bờ sông Vạc.
Đây là một xã có đường quốc lộ 10 nối thành phố Ninh Bình với thị trấn Phát Diệm, đường cao tốc Cao Bồ – Mai Sơn đi qua. Đây là địa phương có dự án đường cao tốc Ninh Bình – Hải Phòng.

## Hành chính
Xã Khánh Hòa được chia thành 10 xóm: Chợ Dầu, Chùa, Đông, Ngoại, Nội, Rậm, Thuần Đầu, Thượng 1, Thượng 2, Xuân.

## Lịch sử
Ngày 27 tháng 4 năm 1977, Hội đồng chính phủ ban hành Quyết định 125–CP về việc sáp nhập xã Khánh Hòa thuộc huyện Yên Khánh mới giải thể vào huyện Yên Mô thành lập huyện Tam Điệp.
Ngày 4 tháng 7 năm 1994, Chính phủ ban hành Nghị định số 59–CP về việc chuyển xã Khánh Hoà thuộc huyện Tam Điệp về huyện Yên Khánh mới tái lập quản lý.

## Kinh tế
Chợ Dầu – Xóm Chợ – Xã Khánh Hòa là một trong 8 chợ ở Yên Khánh trong danh sách các chợ loại 1, 2, 3 ở Ninh Bình.